# Judith Toth

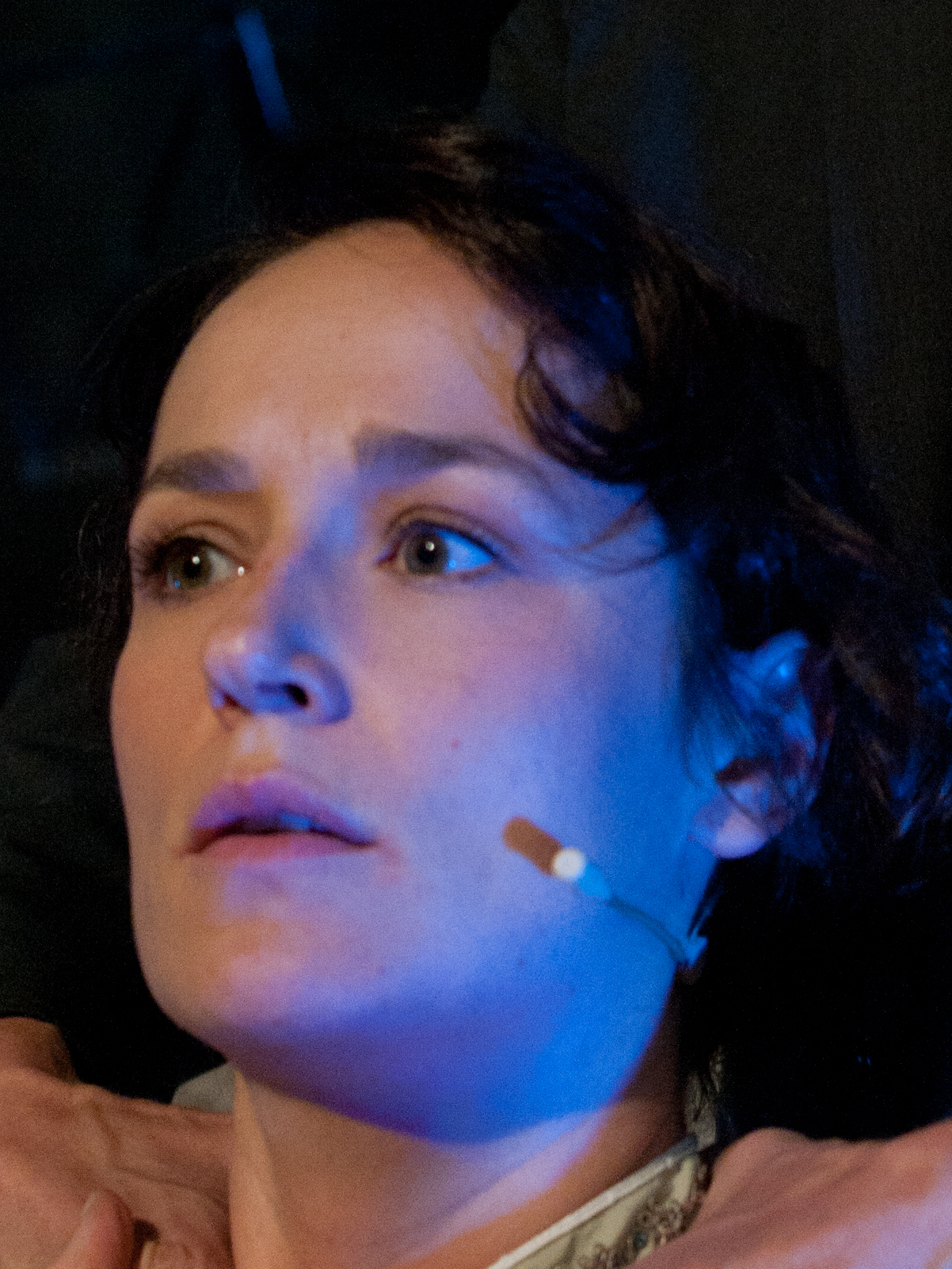
Judith Toth (2012)

Judith Toth (* 1981 in Traunstein) ist eine deutsche Schauspielerin und Werbe- und Hörspielsprecherin.

## Leben
Judith Toth wuchs in Ruhpolding als Tochter einer Autorin und eines Oberkommissars auf. Nach ihrem Schulabschluss studierte sie von 2000 bis 2003 Schauspiel an der ISSA – Internationale Schule für Schauspiel und Acting in München und arbeitet seitdem als freischaffende Schauspielerin. 2005 wurde sie von Jochen Schölch entdeckt und für die Produktion Suburban Motel am Bayerischen Staatsschauspiel engagiert. Danach folgte eine weitere Produktion unter der Regie von Thomas Langhoff für das Stück Brand. Seit 2006 ist sie vermehrt am Metropoltheater München tätig. Sie wurde mehrfach für verschiedene Produktionen ausgezeichnet, u. a. mit dem bayrischen Kunstförderpreis.
Neben ihrer Bühnentätigkeit ist Toth auch regelmäßig in Film- und Fernsehproduktionen zu sehen und spielt in Gastrollen verschiedener Serienformate wie z. B. Der Komödienstadel, Dahoam is Dahoam, Um Himmels Willen und Watzmann ermittelt. Von 2018 bis 2024 übernahm sie in der zwölfteiligen ARD-Fernsehreihe Daheim in den Bergen die durchgehende Rolle der Karin Leitner. Seit 2018 ist sie als Maria Ronzheimer unregelmäßig in den Filmen der Fernsehserie Frühling zu sehen.
Toth betätigt sich auch als Werbe- und Hörspielsprecherin. Sie lebt in München.

## Filmografie (Auswahl)
- 2007–2019: Der Komödienstadel:
  - 2007: Der magische Anton (Regie: Werner Asam)
  - 2008: Die Weiberwallfahrt (Regie: Werner Asam)
  - 2019: Der Unschuldsengel (Regie: Thomas Stammberger)
- seit 2010: Aktenzeichen XY... ungelöst!
- 2011: Ein gewisses Zimmer (Kurzfilm, HFF München, Regie: Pauline Rönneberg)
- 2012: Jeder Tag zählt (Fernsehfilm, Regie: Gabriela Zerhau)
- 2014: Julia und der Offizier (Fernsehfilm, Regie: T. Kronthaler)
- 2014: Dahoam is Dahoam (Fernsehserie, Regie: Hannes Spring)
- 2015: Weißblaue Geschichten (Fernsehserie, 1 Folge, Regie: Karsten Wichniarz)
- 2016: Hubert und Staller (Fernsehserie, 1 Folge, Regie: Erik Haffner)
- 2016: Engelsbua (Kurzfilm)
- 2017: Um Himmels Willen (Fernsehserie, 1 Folge, Regie: Dennis Satin)
- 2017: Die Rosenheim-Cops (Fernsehserie, 1 Folge, Regie: Werner Siebert)
- seit 2018: Frühling (Filmreihe)
  - 2018: Wenn Kraniche fliegen
  - 2023: Das Mädchen hinter der Tür (Regie: Michael Karen, Tom Zenker)
  - 2024: Wenn die Zeit stehen bleibt
- 2018–2024: Daheim in den Bergen (Filmreihe)
  - 2018: Schuld und Vergebung
  - 2018: Liebesreigen
  - 2019: Liebesleid
  - 2019: Schwesternliebe
  - 2020: Väter
  - 2020: Auf neuen Wegen
  - 2021: Brüder
  - 2021: Die Bienenkönigin
  - 2023: Die Zweitgeborenen
  - 2023: Alte Pfade – Neue Wege
  - 2024: Wunsch und Wirklichkeit
- 2019: Watzmann ermittelt (Fernsehserie, 1 Folge, Regie: Tom Zenker)
- 2021: Kanzlei Berger (Fernsehserie, 1 Folge)
- 2023: Kohlrabenschwarz (Streaming-Serie, Folge Böser Bub)
- 2024–2025: Nockherberg-Singspiel (Rolle der Michaela Kaniber)[2]

## Theater
- 2002: Bauernsterben – Studiobühne München – Regie: B. Dechamps
- 2003: Dossier Ronald Akkermann – Unibühne München – Regie: D. Müller
- 2004: Extremities – Maestro Theater Linz – Regie: Heiko Dietz
- 2005: Suburban Motel – Bayerisches Staatsschauspiel – Regie: Jochen Schölch
- 2006: Brand – Bayerisches Staatsschauspiel – Regie: Thomas Langhoff
- 2006: Lantana – Metrolpoltheater München – Regie: Jochen Schölch
- 2007: Die Grönholm Methode – Metrolpoltheater München – Regie: Cordula Jung
- 2007: Frohes Fest – Metrolpoltheater München – Regie: Jochen Schölch
- 2007: Caligula – Metrolpoltheater München – Regie: Jochen Schölch
- 2008: Bash – Metrolpoltheater München – Regie: Ulrike Arnold
- 2008: Das Maß der Dinge – Metrolpoltheater München – Regie: Cordula Jung
- 2009: Tannöd – Metropoltheater München – Regie: Jochen Schölch
- 2010: Roses Geheimnis – Fritz Remond Theater Frankfurt – Regie: F. Matthus
- 2010: Das Bildnis des Dorian Gray – Metrolpoltheater München – Regie: Gil Mehmert
- 2011: Der Holledauer Schimmel – Luisenburgfestspiele Wunsiedel – Regie: S. Kammermeier
- 2011: Frankenstein – Metrolpoltheater München – Regie: Felix Bärwald
- 2012: König der Herzen – a-Gon Theater – Regie: J. Pfeiffer
- 2012: Die Rettung – Konrad-Adenauer-Stiftung Berlin – Regie: Vladimir Danovsky
- 2014: Die Opferung von Gorge Mastromas – Metropoltheater München – Regie: Jochen Schölch
- 2014–2018: Kinder des Olymp – Metropoltheater München – Regie: Jochen Schölch
- 2015–2017: Wie im Himmel – Metropoltheater München – Regie: Dominik Wilgenbus
- 2016–2019: Abschiedsdinner – Metropoltheater München – Regie: Philipp Moschitz
- 2018–2019: Die Tage, die ich mit Gott verbrachte – Metropoltheater München – Regie: Thomas Flach
- 2019: Eisenstein – Metropoltheater München – Regie: Jochen Schölch
- 2019: Lantana – Metropoltheater München – Regie: Jochen Schölch
- 2021: 4.48 Psychose – Metropoltheater München – Regie: Jochen Schölch
- 2023: Floh im Ohr – Stadttheater Ingolstadt – Regie: Philipp Moschitz
- 2023: Slippery Slope – Metropoltheater München – Regie: Philipp Moschitz
- 2023: (R)Evolution – Metropoltheater München – Regie: Jochen Schölch
- 2024  Geld oder Leben – Metropoltheater München – Regie: Jochen Schölch

## Sprechertätigkeiten
| Jahr | Titel                                      | Projektart         |
| 2013 | Media Markt                                | Radiowerbung       |
| 2017 | Montage of Heck – Curt Cobain              | ARTE-Dokumentation |
| 2017 | Freedom – George Michael                   | ARTE-Dokumentation |
| 2017 | Simeliberg                                 | Hörspiel           |
| 2017 | Media Markt                                | Radiowerbung       |
| 2018 | Eine neue Mode ist möglich                 | ARTE-Dokumentation |
| 2018 | Radio Wissen – Emerenz Meier               | Hörspiel           |
| 2018 | Media Markt                                | Radiowerbung       |
| 2023 | Steve Cavanagh – Liar                      | Hörbuch            |
| 2024 | Steve Cavanagh – Seven Days                | Hörbuch            |
| 2025 | Steve Cavanagh - Die Komplizin             | Hörbuch            |
| 2025 | Aurora Tamigio - Der Mädchenname           | Hörbuch            |
| 2025 | Jacinda Ardern - A Different Kind of Power | Hörbuch            |
| 2026 | Marcus Kliewer - Die Besucher              | Hörbuch            |
| 2026 | Steve Cavanagh - Kill for Me               | Hörbuch            |

## Auszeichnungen
- 2002: Lore-Bronner-Preis
- 2008: Bayerischer Kunstförderpreis
- 2012: Darstellerpreis, Privattheatertage Wasserburg
- 2017: Monica-Bleibtreu-Preis, Privattheatertage Hamburg